# هيثم اليمني
هيثم اليمني (قتل في مايو 2005) كان خبير متفجرات في القاعدة وقد قتل في وزيرستان الشمالية، شمال غرب باكستان، قرب الحدود مع أفغانستان، في أوائل شهر مارس 2005 في هجوم شنته طائرة بدون طيار تابعة لوكالة المخابرات المركزية، وقد كانت الاستخبارات الأميركية تتعقبه وكانت تأمل أن تصل إلى مخبأ بن لادن ولكن عندما اعتقل أبو فرج الليبي قررت قتله خوفاً من الاختباء.
1. ↑  مسؤولون: قرار قتل هيثم اليمني اتخذ خوفا من اختبائه بعد اعتقال أبو الفرج الليبي [وصلة مكسورة] نسخة محفوظة 26 مايو 2020 على موقع واي باك مشين.
2. ↑  Whitlock، Craig (4 ديسمبر 2005). "Blast in Pakistan kills Al Qaeda commander". The Washington Post. مؤرشف من الأصل في 2017-11-08. اطلع عليه بتاريخ 2009-07-04. {{استشهاد ويب}}: الوسيط author-name-list parameters تكرر أكثر من مرة (مساعدة)